# Kamienica Pręczkowskich w Gdyni
Kamienica Pręczkowskich – zabytkowa kamienica, mieszcząca się przy Skwerze Kościuszki 10-12 w Śródmieściu Gdyni.
Została zbudowana w latach 1930-1937 dla rodziny Stanisława Pręczkowskiego, inż. z Wejherowa na działce zakupionej w 1928 od Elżbiety Skwiercz. Kamienica powstała w trzech etapach; w latach 1930-1931 część narożna, 1934-1935 od strony Skweru Kościuszki, 1936-1937 skrzydło od ul. Żeromskiego. Po II wojnie światowej, w latach 1945-1946 w budynku mieścił się Dom Marynarza Marynarki Wojennej wraz z Teatrem Dramatycznym MW i Zespołem Pieśni i Tańca MW „Flotylla”, w latach 1946-1947 pod nazwą Domu MW. W 1952 kamienicę przejął Skarb Państwa, w którego imieniu kamienicą administrowała wojskowa administracja mieszkań. Od 1996 kamienica jest umieszczona w rejestrze zabytków.
Przed wojną funkcjonowało w nim m.in. kino „Polonia” (1937-), w czasie okupacji „Apollo-Liechtspiele”, któremu po wojnie zmieniono nazwę na „Goplana” (-1999).